# Stanmarkia
Stanmarkia es un género  de plantas fanerógamas pertenecientes a la familia Melastomataceae. Comprende 2 especies descritas y aceptadas.

## Taxonomía
El género fue descrito por Frank Almeda y publicado en Brittonia 45(3): 198. 1993.

## Especies aceptadas
A continuación se brinda un listado de las especies del género Stanmarkia  aceptadas hasta mayo de 2014, ordenadas alfabéticamente. Para cada una se indica el nombre binomial seguido del autor, abreviado según las convenciones y usos:
- Stanmarkia medialis (Standl. & Steyerm.) Almeda
- Stanmarkia spectabilis Almeda